# Trstené pri Hornáde
Trstené pri Hornáde este o comună slovacă, aflată în districtul Košice-okolie din regiunea Košice, pe malul râului Hornád. Localitatea se află la altitudinea de 204 m deasupra n.m., se întinde pe o suprafață de 12,92 km2 și în 2017 număra 1.563 de locuitori.

## Istoric
Localitatea Trstené pri Hornáde este atestată documentar din 1215.

## Demografie
| An:                | 1994 | 2004   | 2014   | 2024   |
| ------------------ | ---- | ------ | ------ | ------ |
| Număr de persoane: | 1480 | 1460   | 1538   | 1511   |
| Diferență:         |      | −1,35% | +5,34% | −1,75% |

| An:                | 2023 | 2024   |
| ------------------ | ---- | ------ |
| Număr de persoane: | 1500 | 1511   |
| Diferență:         |      | +0,73% |